# Zeubelried
Zeubelried ist ein Gemeindeteil der Stadt Ochsenfurt im Landkreis Würzburg (Unterfranken, Bayern).

## Geographie
Das Pfarrdorf Zeubelried liegt auf der rechtsmainischen Seite nördlich von Ochsenfurt auf 264 m ü. NHN etwa in der Südspitze des Maindreiecks. Durch das Dorf führt die Kreisstraße WÜ 52 von Frickenhausen am Main nach Erlach. Am westlichen Ortsrand fließt der Streinbachsgraben, der in Frickenhausen in den Main mündet. Im Nordwesten, jedoch schon auf der Gemarkung von Erlach, befindet sich das Zeubelrieder Moor. Die Bundesautobahn 7 führt etwa 2 km östlich von Zeubelried vorbei.

## Geschichte
Zeubelried wurde am 1. Juli 1971 nach Ochsenfurt eingemeindet.